# Колона Антоніна Пія
Колона Антоніна Пія — колона, встановлена на Марсовому полі (лат. Campus Martius) у Римі в 161 імператорами-співправителями Марком Аврелієм та Луцієм Віром на честь свого прийомного батька та попередника Антоніна Пія. У XVII столітті колона Антоніна Пія була невірно ідентифікована як колона Марка Аврелія.
До наших днів зберігся лише п'єдестал, на якому містилася колона.

## Конструкція
Сама колона мала висоту 14,75 м і діаметр 1,9 м, вона була виконана з червоного граніту та поміщена на п'єдестал із білого мармуру. Стрічки рельєфів з її поверхні, як у мармурових колонах Траяна і Марка Аврелія, був. Як зазначено в написі біля заснування колони, граніт для неї видобуто ще в 106. Монети із зображенням монумента свідчить про те, що на його вершині була статуя Антоніна.
Монумент був пов'язаний із т. з. Ustrinum Antoninorum, місцем кремації і, можливо, храмом, присвяченим культу імператора та його дружини Фаустини. Ця будівля знаходилася за 25 м на північ від колони і була орієнтована по одній лінії з нею.

## Історія
До XVIII століття п'єдестал виявився похованим під шаром наносів, але частина колони продовжувала на 6 м височіти над землею. У 1703 залишки стовбура колони викопані Франческо Фонтану (1668-1708), проте рішення, як їх використовувати, не було прийнято. Вони довгий час лежали під навісом, в 1759 пошкоджені при пожежі, потім, в 1764, їх намагалися реставрувати. У кінцевому рахунку граніт колони послужив матеріалом при відтворенні обеліска на площі Монтечіторіо в 1789.
П'єдестал був у той же час вилучений, в 1706-1708 відреставрований і в 1741 встановлено в центрі Монтечіторіо архітектором Фердінандо Фуга. У 1787 переданий до Ватикану. В даний час п'єдестал розташовується біля входу до Пінакотеки Ватикану.

## Оформлення п'єдесталу
На одному боці п'єдесталу знаходиться присвята, на двох інших — ідентичні рельєфи із зображенням похоронної церемонії decursio, в якій брали участь вершники.
На четвертій, зверненій колись до Ustrinum, вміщено сцену апофеозу імператора та його дружини: геній підносить їх у небеса у супроводі орлів. Антонін Пій також тримає в руках скіпетр із орлом. У нижній частині композиції зліва вміщена чоловіча фігура, що втілює Марсове поле. Праворуч - жіноча фігура, що втілює Рим. Вона спирається на щит із зображенням вовчиці, Ромула та Рема.